# Tamaryšek
Tamaryšek (Tamarix) je rod rostlin patřící do čeledě tamaryškovité (Tamaricaceae). Tamaryšky jsou keře nebo nízké stromy s drobnými, šupinovitými listy a malými květy.

## Charakteristika
Tamaryšky jsou opadavé i vždyzelené keře nebo nízké stromy s prutovými větvemi. Mají hluboce kořenící hlavní kořen s dlouhými podpovrchovými postranními kořeny. Kromě nich často vyrůstají kořenující podzemní výběžky, které zajišťují vegetativní rozmnožování.
Listy drobné, šupinovité či jehlicovité, střechovitě postavené, často s rozšířenou, poloobjímavou, někdy až objímavou nebo pochvatou bází. Na vrcholu jsou špičaté, s ponořenými žlázami vylučujícími solné roztoky. Listy jsou přisedlé, zelené až šedomodré.
Květy jsou malé, růžové až bělavé, 4–5četné, se 4–5 volnými tyčinkami, které vyrůstají ze žláznatého terče a pestíkem srostlým ze 3 (až 5) plodolistů. Semeník je svrchní se 3 (-5) bliznami na stylodiích. Květy vyrůstají v postranních klasovitých hroznech na loňských větvích nebo v koncových hroznech až latách klasovitých hroznů na letorostech. Kališních lístků je 4-5, na bázi jsou srostlé nebo výjimečně volné. Korunní lístky jsou volné.
Plodem jsou tobolky asi 3–6 mm dlouhé, úzce jehlancovité, pukající 3-5 chlopněmi. Obsahují drobná úzce elipsoidní semena velikosti 0,5 mm, která jsou opatřena svazečkem chlupů.

## Rozmnožování
Rozmnožuje se dřevitými řízky v zimě nebo v létě polovyzrálými řízky.

## Výskyt
V Eurasii a Africe se vyskytuje asi 55–70 druhů. Rostou na písčitých a štěrkovitých, často zasolených biotopech tropického až mírného pásma obou polokoulí.

## Význam
Tamaryšky jsou nenáročné světlomilné okrasné dřeviny, v našich podmínkách při tuhých zimách omrzají. Jsou dobře odolné k suchu, proto dobře snášejí stanoviště s nedostatkem vody během suchých ročních období. Tamaryšky jsou tolerantní k zasolení půdy a velmi dobře snášejí vysoké teploty.

## Použití
Některé druhy tohoto rodu lze použít v ČR jako okrasné rostliny. Jsou to efektní solitéry. Pro jejich nenáročnost jsou vysazovány v okolí sídlišť, komunikací, kolem zemědělských i průmyslových objektů. Často je lze vidět i v zahradách a parcích. Vysazují se jednotlivě či ve skupinách, v kterých slouží například jako živé ploty.

## Nejznámější druhy
- tamaryšek malokvětý (Tamarix parviflora) – keř 2–4 m vysoký s tmavě karmínovými až hnědými větvemi. Listy vejčité, drobné. Klasovité hrozny až 4 cm dlouhé. Listeny jsou delší než květní stopky. Kvete růžovými květy v květnu a červnu.
- tamaryšek čínský (Tamarix chinensis) – keř nebo vícekmenný strom, až 6 m vysoký. Větve jsou červenopurpurové až černé. Listy kopinaté až vejčité. Listeny jsou jen o málo delší než květní stopka. Květy jsou růžové, délka hroznů je 2–6 cm. Pochází z Číny, Mongolska, Koreje.
- tamaryšek francouzský (Tamarix gallica) – tento druh dorůstá 2–4 m, vzácně pak i 10 m. Letorosty jsou purpurové, tenké, starší větve pak červenohnědé. Listy šupinovité, šroubovitě uspořádané, kopinaté. Květy jsou růžovobílé v klasech, které vykvétají v 1–5cm délce. Kvete v květnu až říjnu.
- tamaryšek čtyřmužný (Tamarix tetrandra)